# Arthur Nordenswan (1843–1922)
Bianco Arthur Nordenswan, född den 27 november 1843 i Göteborg, död där den 22 november 1922, var en svensk militär. Han var sonsons son till Johan Alopæus, adlad Nordenswan.
Nordenswan blev underlöjtnant vid Bohusläns regemente 1864, löjtnant där 1870, kapten 1881, major där 1895, överstelöjtnant vid regementet 1899, i reserven 1901. Han lämnade militärtjänsten helt 1909. Nordenswan var stadsingenjör i Kungälv 1876–1915. Han blev riddare av Svärdsorden 1887. Nordenswan vilar på Östra kyrkogården i Göteborg.